# Technamyia cinereola
Technamyia cinereola är en tvåvingeart som beskrevs av Henry Jonathan Reinhard 1975. Technamyia cinereola ingår i släktet Technamyia och familjen parasitflugor. Inga underarter finns listade i Catalogue of Life.